# Хранители снов (серия книг)
«Хранители снов» (англ. «Guardians of Childhood», буквально — «Стражи Детства») — серия книг в жанре фэнтези Уильяма Джойса (первая книга написана совместно с Л. Герингер).

## Список книг
| Оригинал                                                    | Перевод                                          | Год  |
| ----------------------------------------------------------- | ------------------------------------------------ | ---- |
| The man in the Moon                                         | Лунный малыш                                     | 2011 |
| Nikolas St. North and the battle of the nightmare king      | Ник Северянин и битва с Королём кошмаров         | 2011 |
| E.Aster Bunnymund and The Warrior Eggs at The Earth’s Core! | Пасхальный Кролик или Путешествие к центру Земли | 2012 |
| The Sandman: The Story of Sanderson Mansnoozie              | Песочный человек                                 | 2012 |
| Toothiana: Queen of the Tooth Fairy Armies                  | Тусиана. История зубной феи                      | 2012 |
| The Sandman and the War of Dreams                           | Песочный человек и война снов                    | 2013 |
| Jack Frost: The End Becomes The Beginning                   | Ледяной Джек: Конец Становится Началом           | 2018 |